# Lee Richardson
Lee Stewart Richardson (ur. 25 kwietnia 1979 w Hastings, zm. 13 maja 2012 we Wrocławiu) – brytyjski żużlowiec.

## Życiorys
Juniorski mistrz świata z 1999 (Vojens, Dania). Wielokrotny reprezentant Wielkiej Brytanii jako senior. Finalista Drużynowego Pucharu Świata w latach 2003-2006, w tym srebrny medalista w 2004 i brązowy z 2006. Uczestnik cyklu Grand Prix IMŚ w latach 2003-2006, dwukrotnie stawał na podium turniejów – w 2004 w Cardiff zajął trzecie, a w 2005 w Bydgoszczy drugie miejsce.
W lidze polskiej startował nieprzerwanie od 1999 do 2012 roku. Z polskimi drużynami wywalczył cztery medale DMP – złoty w 1999, brązowy w 2002 i 2009 oraz srebrny w 2006.
13 maja 2012 podczas meczu Betardu Sparty Wrocław z PGE Marmą Rzeszów w 3. biegu uległ ciężkiemu wypadkowi uderzając w bandę na prostej przeciwległej do startowej, w miejscu, gdzie kończy się banda „dmuchana”. Po upadku stwierdzono krwotok wewnętrzny, został przewieziony do szpitala, gdzie okazało się, że ma problemy z oddychaniem. Zmarł w szpitalu podczas operacji. Jako przyczyny śmierci podano wielonarządowe obrażenia klatki piersiowej, pęknięte płuco i wykrwawienie.
Pogrzeb Richardsona odbył się 7 czerwca 2012 roku w Hastings, jego rodzinnym mieście. Ciało żużlowca zostało skremowane.

## Przynależność klubowa
Wielka Brytania
- Reading Racers (1995)
- Poole Pirates (1996)
- Reading Racers (1997)
- King’s Lynn Stars (1997)
- Peterborough Panthers (1997)
- Reading Racers (1998)
- Poole Pirates (1999)
- Coventry Bees (2000–2003)
- Peterborough Panthers (2004)
- Swindon Robins (2005–2007)
- Eastbourne Eagles (2008)
- Lakeside Hammers (2009–2012)

Polska
- Polonia Piła (1999)
- GKM Grudziądz (2000)
- Falubaz Zielona Góra (2001)
- WTS Wrocław (2002)
- TŻ Lublin (2003)
- Falubaz Zielona Góra (2004–2005)
- Włókniarz Częstochowa (2006–2009)
- Stal Rzeszów (2010–2012)

Szwecja
- Elit Vetlanda (2004–2005)
- Vargarna Norrköping (2011)

Rosja
- Turbina Bałakowo

## Mistrzostwa świata

### Starty w Grand Prix (Indywidualnych Mistrzostwach Świata na Żużlu)

#### Miejsca na podium
| Nr | Dzień       | Rok  | Nazwa                        | Miejscowość | Tor                               | Miejsce | Punkty | Biegi           | Zwycięzca     |
| -- | ----------- | ---- | ---------------------------- | ----------- | --------------------------------- | ------- | ------ | --------------- | ------------- |
| 1. | 12 czerwca  | 2004 | Grand Prix Wielkiej Brytanii | Cardiff     | Millennium Stadium (sztuczny tor) | 3.      | 18     | (2,3,2,0,2,2,1) | Greg Hancock  |
| 2. | 27 sierpnia | 2005 | Grand Prix Polski            | Bydgoszcz   | Stadion Polonii                   | 2.      | 20     | (0,0,3,2,3,3,2) | Tomasz Gollob |

| Klasyfikacja końcowa: | Klasyfikacja końcowa: | 31   | 3    | numer stały (24) | numer stały (24) |
| Lp.                   | Grand Prix            | Msc. | Pkt. | Biegi            | Nr start         |
| 4 /6                  | GP Wielkiej Brytanii  | 20   | 3    | (3,0,0)          | 24               |

| Klasyfikacja końcowa: | Klasyfikacja końcowa: | 25   | 17   | numer stały (24)   | numer stały (24) |
| Lp.                   | Grand Prix            | Msc. | Pkt. | Biegi              | Nr start         |
| 3 /10                 | GP Wielkiej Brytanii  | 6    | 13   | (2,d,3) (2,1,3) +1 | 24               |
| 8 /10                 | GP Europy             | 18   | 4    | (1,2,d)            | 24               |

| Klasyfikacja końcowa: | Klasyfikacja końcowa: | 16                         | 45                         | numer stały (17)           | numer stały (17) |
| Lp.                   | Grand Prix            | Msc.                       | Pkt.                       | Biegi                      | Nr start         |
| 1 /9                  | GP Europy             | 12                         | 7                          | (2,0,2) (1,3,0)            | 17               |
| 2 /9                  | GP Szwecji            | 23                         | 1                          | (0,0)                      | 12               |
| 3 /9                  | GP Wielkiej Brytanii  | 17                         | 4                          | (1,3,1)                    | 22               |
| 4 /9                  | GP Danii              | kontuzja →(Robert Dados)   | kontuzja →(Robert Dados)   | kontuzja →(Robert Dados)   | 16               |
| 5 /9                  | GP Słowenii           | kontuzja →(Sandor Tihanyi) | kontuzja →(Sandor Tihanyi) | kontuzja →(Sandor Tihanyi) | 20               |
| 6 /9                  | GP Skandynawii        | 10                         | 8                          | (2,0,3) (2,0,1)            | 21               |
| 7 /9                  | GP Czech              | 12                         | 7                          | (1,2,2) (0,2,0)            | 11               |
| 8 /9                  | GP Polski             | 8                          | 11                         | (2,3) (2,3) +0             | 12               |
| 9 /9                  | GP Norwegii           | 12                         | 7                          | (2) (2,0,0)                | 7                |

| Klasyfikacja końcowa: | Klasyfikacja końcowa: | 11   | 76   | numer stały (16)    | numer stały (16) |
| Lp.                   | Grand Prix            | Msc. | Pkt. | Biegi               | Nr start         |
| 1 /9                  | GP Szwecji            | 7    | 11   | (2,0,2) (0,3,3) +0  | 16               |
| 2 /9                  | GP Czech              | 8    | 11   | (0) (2,1,2) +0      | 7                |
| 3 /9                  | GP Europy             | 15   | 5    | (2) (1,0)           | 8                |
| 4 /9                  | GP Wielkiej Brytanii  | 3    | 18   | (2,3) (2,0,2) +2 +1 | 14               |
| 5 /9                  | GP Danii              | 16   | 5    | (0) (1,0)           | 3                |
| 6 /9                  | GP Skandynawii        | 11   | 7    | (1,3,3) (1,3,0)     | 15               |
| 7 /9                  | GP Słowenii           | 12   | 7    | (3,2) (0,3,0)       | 11               |
| 8 /9                  | GP Polski             | 12   | 7    | (3,2) (1,3,0)       | 11               |
| 9 /9                  | GP Norwegii           | 15   | 5    | (2,2) (1,0)         | 12               |

| Klasyfikacja końcowa: | Klasyfikacja końcowa: | 13   | 55   | numer stały (11)  | numer stały (11) |
| Lp.                   | Grand Prix            | Msc. | Pkt. | Biegi             | Nr start         |
| 1 /9                  | GP Europy             | 12   | 5    | (1,1,1,2,0)       | 14               |
| 2 /9                  | GP Szwecji            | 15   | 3    | (1,0,1,1,0)       | 3                |
| 3 /9                  | GP Słowenii           | 14   | 3    | (0,2,1,0,0)       | 5                |
| 4 /9                  | GP Wielkiej Brytanii  | 13   | 5    | (0,2,2,0,1)       | 14               |
| 5 /9                  | GP Danii              | 11   | 6    | (3,0,1,2,0)       | 2                |
| 6 /9                  | GP Czech              | 13   | 4    | (0,2,1,1,0)       | 8                |
| 7 /9                  | GP Skandynawii        | 15   | 3    | (3,0,0,0,0)       | 1                |
| 8 /9                  | GP Polski             | 2    | 20   | (0,0,3,2,3) +3 +2 | 5                |
| 9 /9                  | GP Włoch              | 10   | 6    | (0,1,2,1,2)       | 5                |

| Klasyfikacja końcowa: | Klasyfikacja końcowa: | 15   | 39   | numer stały (12) | numer stały (12) |
| Lp.                   | Grand Prix            | Msc. | Pkt. | Biegi            | Nr start         |
| 1 /10                 | GP Słowenii           | 9    | 8    | (0,3,3,0,2)      | 10               |
| 2 /10                 | GP Europy             | 14   | 4    | (1,0,0,0,3)      | 16               |
| 3 /10                 | GP Szwecji            | 16   | 0    | (0,0,0,0,0)      | 13               |
| 4 /10                 | GP Wielkiej Brytanii  | 13   | 5    | (1,2,1,1,d)      | 11               |
| 5 /10                 | GP Danii              | 7    | 9    | (3,2,0,1,3) +0   | 2                |
| 6 /10                 | GP Włoch              | 12   | 4    | (3,0,1,0,0)      | 4                |
| 7 /10                 | GP Skandynawii        | 12   | 4    | (3,0,w,0,1)      | 11               |
| 8 /10                 | GP Czech              | 15   | 3    | (2,w,d,1,-)      | 15               |
| 9 /10                 | GP Łotwy              | 16   | 0    | (0,d,d,-,-)      | 13               |
| 10 /10                | GP Polski             | 16   | 2    | (0,0,2,0,0)      | 8                |

|  | stały uczestnik cyklu                                           |
|  | dzika karta, rezerwa toru lub rezerwowy                         |
|  | zawodnik niesklasyfikowany (rezerwa toru bez startu w zawodach) |

## Starty w lidze polskiej (szczegółowo)

### Drużynowe Mistrzostwa Polski
Źródło.
Legenda:      awans      spadek
| Sezon | Liga       | Klub                            | Miejsce | Mecze | Biegi | Punkty | Bonusy | Razem | Śr. bieg. | Zwycięzca ligi            | Mistrz Polski                    |
| ----- | ---------- | ------------------------------- | ------- | ----- | ----- | ------ | ------ | ----- | --------- | ------------------------- | -------------------------------- |
| 1999  | I Liga     | Ludwik Polonia Piła             | 1.      | 7     | 34    | 33     | 7      | 40    | 1,176     | –                         | –                                |
| 2000  | I Liga     | Kuntersztyn Quick Mix Grudziądz | 2.      | 8     | 43    | 88     | 7      | 95    | 2,209     | ZKŻ Polmos Zielona Góra   | Polonia Bydgoszcz                |
| 2001  | Ekstraliga | ZKŻ Polmos Zielona Góra         | 8.      | 4     | 17    | 22     | 3      | 25    | 1,471     | Apator Adriana Toruń      | Apator Adriana Toruń             |
| 2002  | Ekstraliga | Atlas Wrocław                   | 3.      | 4     | 21    | 35     | 3      | 38    | 1,810     | Point S Polonia Bydgoszcz | Point S Polonia Bydgoszcz        |
| 2003  | I Liga     | TŻ Sipma Lublin                 | 3.      | 11    | 53    | 134    | 9      | 143   | 2,698     | RKM Rybnik                | Top Secret Włókniarz Częstochowa |
| 2004  | Ekstraliga | ZKŻ Quick Mix Zielona Góra      | 7.      | 4     | 21    | 36     | 7      | 43    | 2,048     | Unia Tarnów               | Unia Tarnów                      |
| 2005  | Ekstraliga | ZKŻ Kronopol Zielona Góra       | 8.      | 5     | 25    | 43     | 1      | 44    | 1,760     | Unia Tarnów               | Unia Tarnów                      |
| 2006  | Ekstraliga | Złomrex Włókniarz Częstochowa   | 2.      | 19    | 90    | 134    | 32     | 166   | 1,844     | Atlas Wrocław             | Atlas Wrocław                    |
| 2007  | Ekstraliga | Złomrex Włókniarz Częstochowa   | 5.      | 15    | 74    | 103    | 20     | 123   | 1,662     | Unia Leszno               | Unia Leszno                      |
| 2008  | Ekstraliga | Złomrex Włókniarz Częstochowa   | 4.      | 13    | 61    | 106    | 16     | 122   | 2,000     | Unibax Toruń              | Unibax Toruń                     |
| 2009  | Ekstraliga | Złomrex Włókniarz Częstochowa   | 3.      | 18    | 89    | 148    | 11     | 159   | 1,787     | Falubaz Zielona Góra      | Falubaz Zielona Góra             |
| 2010  | I Liga     | Marma Hadykówka Rzeszów         | 1.      | 18    | 87    | 192    | 14     | 206   | 2,368     | –                         | Unia Leszno                      |
| 2011  | Ekstraliga | PGE Marma Rzeszów               | 5.      | 15    | 68    | 95     | 6      | 101   | 1,485     | Falubaz Zielona Góra      | Falubaz Zielona Góra             |
| 2012  | Ekstraliga | PGE Marma Rzeszów               | 7.      | 4     | 13    | 9      | 2      | 11    | 0,846     | Tauron Azoty Tarnów       | Tauron Azoty Tarnów              |

## Osiągnięcia
do uzupełnienia
| Sezon | Miejsce      | Msc | Pkt             | Biegi           |                 |
| ----- | ------------ | --- | --------------- | --------------- | --------------- |
| 2001  | Wrocław      | 6   | 15 pkt w barażu | 15 pkt w barażu | Wielka Brytania |
| 2002  | Peterborough | 7   | 16 pkt w barażu | 16 pkt w barażu | Wielka Brytania |
| 2003  | Vojens       | 5   | 14              | (0,8J,3,1,2)    | Wielka Brytania |
| 2004  | Poole        | 2   | 10              | (1,0,3,3,3)     | Wielka Brytania |
| 2005  | Wrocław      | 4   | 12              | (0,3,3,3,0,3)   | Wielka Brytania |
| 2006  | Reading      | 3   | 7               | (2,1,2,2,0)     | Wielka Brytania |

- Indywidualne mistrzostwa Wielkiej Brytanii
  - 2002 – 2. miejsce

- Indywidualne mistrzostwa Wielkiej Brytanii juniorów
  - 1997 – 2. miejsce
  - 1998 – 2. miejsce
  - 1999 – 2. miejsce
  - 2000 – 2. miejsce